# Hans Schatzdorfer
Hans Schatzdorfer (* 19. Juli 1897 in Pramet; † 24. Dezember 1969 ebenda) war ein österreichischer Mundartdichter, Geigenbauer und Tischler. Er gilt als einer der bedeutendsten Mundartdichter Oberösterreichs.

## Leben und Wirken

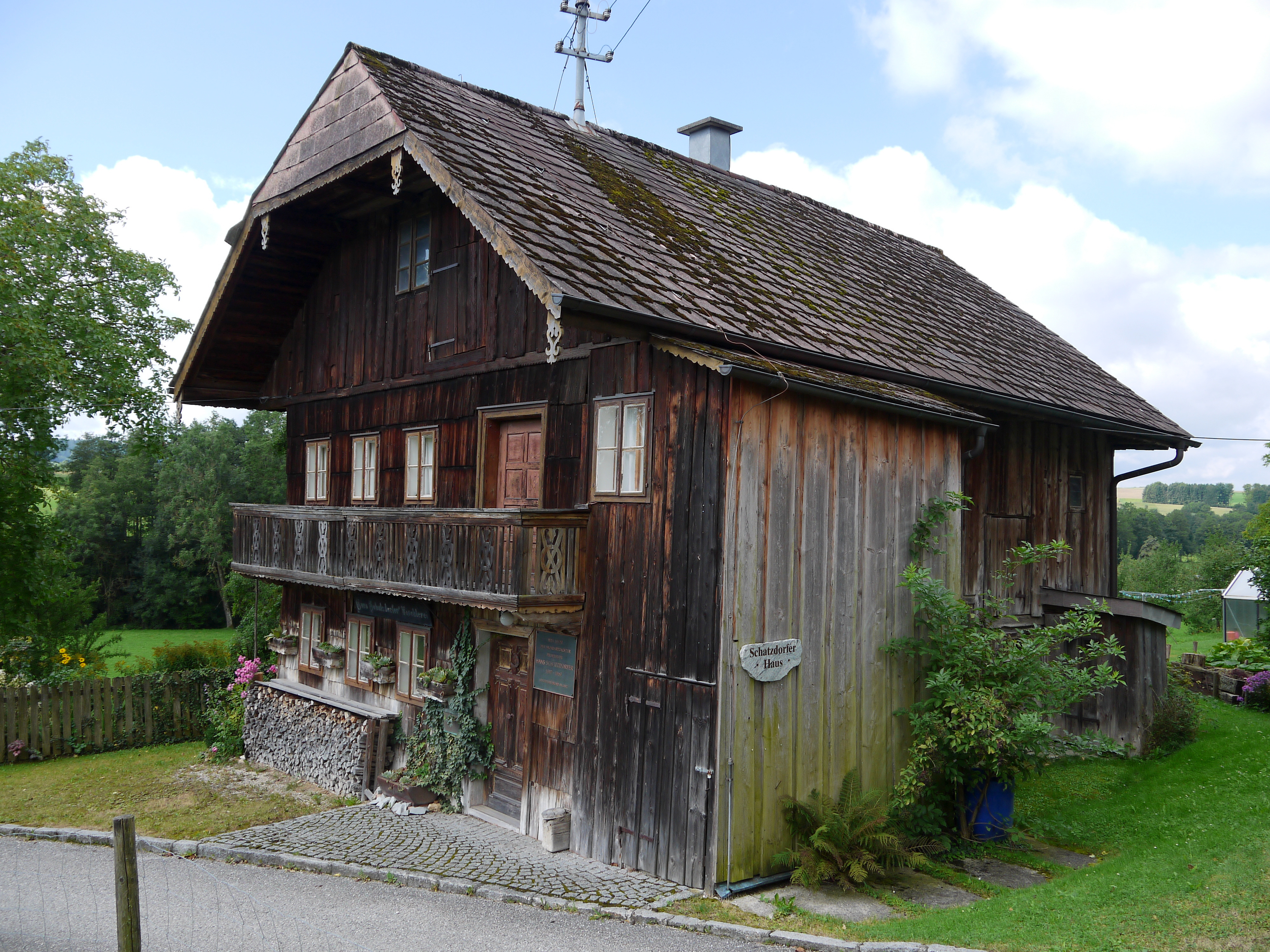
Schatzdorferhaus (Geburtshaus) in Pramet

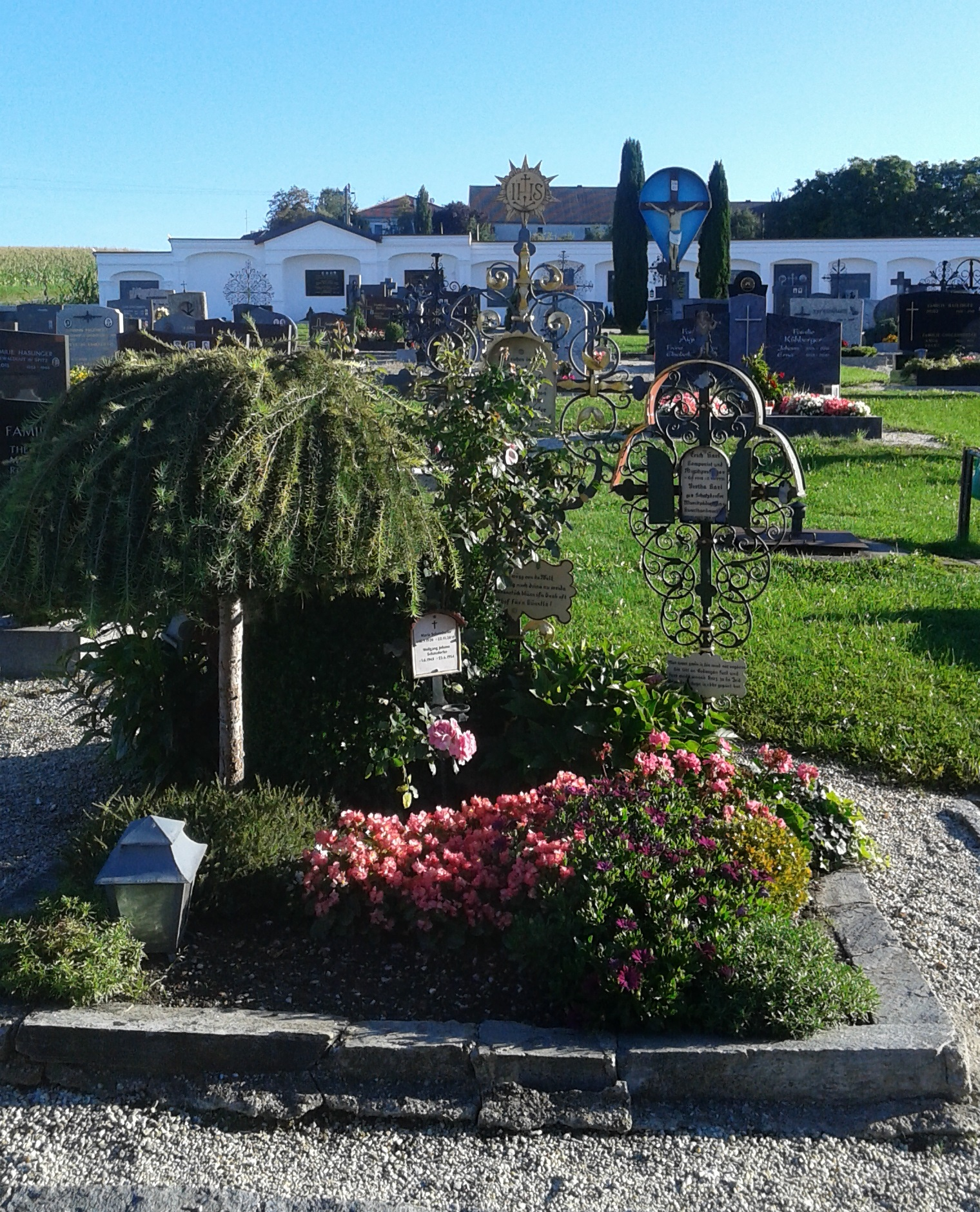
Pramet, Schatzdorfer-Grab

Sein Geburtshaus, in dem er auch verstorben ist, steht in Großpiesenham in Pramet und wird heute als Museum genutzt. Er wuchs gemeinsam mit vier Brüdern in ärmlichen Verhältnissen auf, da sein Vater früh verstarb. Für eine höhere Schulausbildung fehlten die finanziellen Mittel. Nach der Tischlerlehre rückte er als Freiwilliger zum oberösterreichischen Schützenregiment an die italienische Front ein und kehrte von dort 1918 zurück. 1920 heiratete er, war bis zu seinem Eintritt in die Dienste der Lagerhausgenossenschaft Ried im Innkreis 1938 selbständiger Tischlermeister und zog vier Kinder groß. Ab 1922 reiste er 15 Jahre lang mit dem Gründer des Stelzhamer-Bundes, Hans Zötl, durch Oberösterreich und interpretierte Werke Franz Stelzhamers. Andreas Reischek gewann ihn 1930 für die Mitarbeit im Österreichischen Rundfunk.
Ab 1933 veröffentlichte er eigene Werke. Am. Mai 1938 beantragte er die Aufnahme in die NSDAP und wurde rückwirkend zum 1. Mai aufgenommen (Mitgliedsnummer 6.280.806). Seine Entsendung als Teilnehmer zum großdeutschen Mundartdichterwettstreit Der „Goldene Spatz“ von Wuppertal (Juni 1938), die Teilnahme an der Ersten Dichterwoche des Reichsgaues Oberdonau in Linz  (März 1941), die Mitwirkung an zahlreichen Radiosendungen, u. a. einem Abend des Reichssenders Wien „im Rahmen der Wehrmachtbetreuung“, Auftritte etwa im Rahmen der Oberdonauer Gaukulturwoche 1943 und dergleichen zeigen, dass Schatzdorfer von maßgeblichen Stellen in der NS-Kulturverwaltung gefördert wurde. Höhepunkt war hier die Verleihung des Oberdonauer Gaukulturpreises für Schrifttum an Schatzdorfer im November 1943. Sein panegyrisches Gedicht auf Adolf Hitler Mein Führá, schaff’ an von 1940 gilt als signifikantes Beispiel für „literarisch geforderte bedingungslose Unterwerfung und Gefolgschaftstreue“.
In der Trauerzeit um seinen 1944 gefallenen Sohn Hans begann er sich intensiv mit dem Geigenbau zu beschäftigen und bis zu seinem Tod fertigte er insgesamt 18 Instrumente. 
Ab 1946 gehörte er der Innviertler Künstlergilde als Gildenmeister an.

## Werke (Auswahl)
- Hoböschoat´n (1933)
- Spatzngsang und Spinnáwittn (1949)
- Zeidige Zwötschkn (1969)

## Auszeichnungen
- 1943 Gaukulturpreis Oberdonau
- 1953 Stelzhamer-Plakette

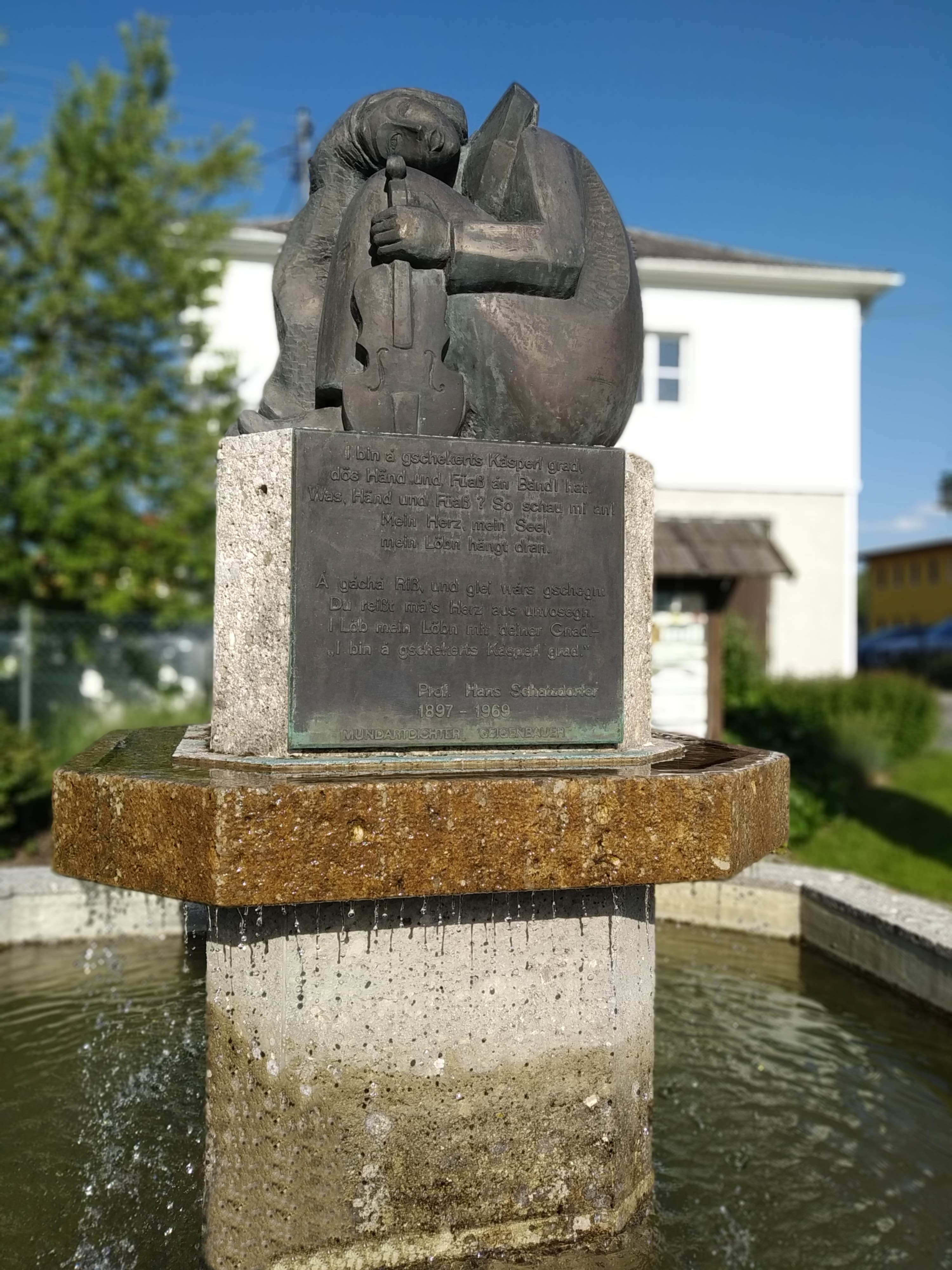
Schatzdorfer-Brunnen in Pramet

- 1957 Ehrenbürger der Gemeinde Pramet
- 1957 Ehrensold auf Lebenszeit durch die OÖ. Landesregierung
- 1964 Berufstitel "Professor"
- 1967 Ehrenmitglied des Stelzhamerbundes
- 1968 Ehrenmitglied der Mundartfreunde Österreichs
- Schatzdorfer Brunnen in Pramet
- 1980 Schatzdorferstraße in Linz[9]
- 1991 Schatzdorfer Denkmal in Ried im Innkreis (Bronzebüste von Hans Freilinger)
- Hans Schatzdorfer-Verein (1991)
- 1997 Hans Schatzdorfer Kulturweg in Pramet